# スポーツ データ・コロシアム
『スポーツ データ・コロシアム』は、2016年4月30日（29日深夜）から2017年2月25日（24日深夜）までNHK BS1で放送されていたスポーツ情報番組である。2017年4月9日からは『スポーツ イノベーション』と題して放送されている。

## 概要
試合データにスポットを当てている番組で、各競技の観戦に役立ちそうなデータを多角的に分析し、2016年開催のリオデジャネイロオリンピックや2020年開催の東京オリンピック・東京パラリンピックへ向けた新たなスポーツ観戦スタイルを視聴者に提案していた。
番組は2016年3月27日（日曜）と同年4月17日（日曜）にパイロット版を放送した後、同年4月30日（土曜）にレギュラー放送を開始した。レギュラー版は原則月に1回の放送で、土曜 0:00 - 0:50 （日本標準時）に生放送されていた。『スポーツ イノベーション』への改題後には毎週の放送となり、放送時間も日曜 21:00 - 21:50に変更された。
番組タイトルの表記には揺れがあり、NHK自身が運営するNHKオンラインにおいても「スポーツ・データ・コロシアム」表記や「スポーツイノベーション」表記が混在している。

## 出演者

### キャスター
- 一橋忠之（NHKアナウンサー） - 2017年2月まで出演。
- 向井一弘（NHKアナウンサー） - 2017年4月から出演。

### 解説
- 山本昌邦（サッカー指導者） - パイロット版・レギュラー版の双方に出演。
- 小椋久美子（元バドミントン選手） - パイロット版に出演。
- 小宮山悟（野球解説者） - レギュラー版に出演。
- 吉田義人（ラグビー指導者） - レギュラー版に出演。

### レギュラーゲスト
- パトリック・ハーラン（タレント）

### 語り
- 高川裕也（俳優） - 番組スタート時から担当。